# Menjamel canyella
El menjamel canyella (Timeliopsis griseigula) és un ocell de la família dels melifàgids (Meliphagidae).

## Hàbitat i distribució
Habita la selva pluvial a les terres baixes del nord-oest i sud-est de Nova Guinea.